# 哈洛蘭泉 (加利福尼亞州)
哈洛蘭泉（英語：Halloran Springs）是位於美國加利福尼亞州聖貝納迪諾縣的一個非建制地區。該地的面積和人口皆未知。

## 地理
哈洛蘭泉的座標為35°22′21″N 115°53′26″W / 35.37250°N 115.89056°W，而該地的平均海拔高度為910米（即2986英尺）。